# Ambelokipi (Athen)
Ambelokipi oder Ampelokipi (griechisch Αμπελόκηποι) ist ein Stadtviertel der griechischen Hauptstadt Athen.

## Lage
Ambelokipi liegt ca. 2,5 km nordöstlich des Athener Zentrums unmittelbar am Lykavittos gelegen. Zu den angrenzenden Stadtvierteln gehören Girokomio, Ellinoroson, Goudi, Ilisia, Koudouriotika, Gyzi und Polygono.

## Geschichte

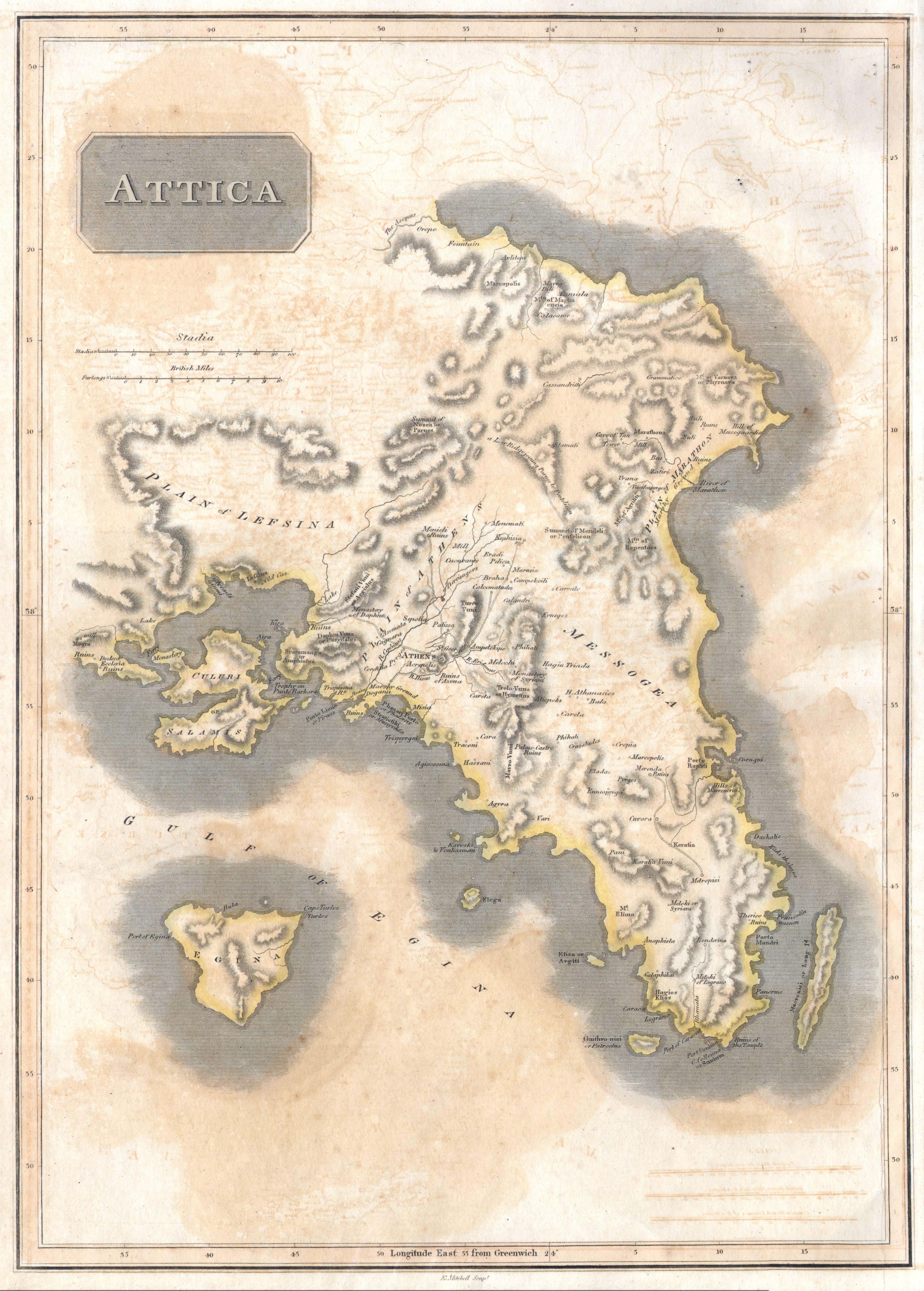
Kartenerwähnung von Ambelokipi aus dem Jahr 1815

Vor dem Griechischer Unabhängigkeitskrieg zu Beginn des 19. Jahrhunderts war Ambelokipi ein kleines Dorf wenige Kilometer vor den Stadtgrenzen Athens. Zu einem starken Bevölkerungsanstieg kam es in Folge der Kleinasiatischen Katastrophe 1922, als viele der Flüchtlinge in diesem Gebiet neu angesiedelt wurden.
Heute gehört Ambelokipi zusammen mit Kypseli zu den dichtest besiedelten Bereichen Athens.

## Verkehr
Ambelokipi wird von der Athener Metro erschlossen. Die Linie 2 weist mit den Stationen Ambelokipi sowie Panormo zwei Haltepunkte auf.
Mit der Leoforos Alexandras (West-Ost) sowie der Leoforos Kifisias (Nord-Süd) kreuzen sich zwei der wichtigsten Straßen Athens im Stadtviertel.

## Sport

Logo von Panathinaikos

Ambelokipi ist die Heimat von Panathinaikos der mit über 20 Sportabteilungen der größte und an Titeln gemessen der erfolgreichste Sportverein Griechenlands ist. Der 1908 gegründete Verein trägt u. a. bis heute die Heimspiele seiner Fußballabteilung im unmittelbar an der Leoforos Alexandras gelegenen Apostolos-Nikolaidis-Stadion aus. Dieses gehört zu den geschichtsträchtigsten des Landes und war in der Vergangenheit Austragungsort von Finalspielen um den griechischen Vereinspokal oder Heimstätte der griechischen Nationalmannschaft.
Mit Ampelokipoi B.C. verfügt das Stadtviertel über einen weiteren Basketballverein der Mitte der 1990er Jahre auch in der höchsten griechischen Spielklasse vertraten war.

## Gebäude
Mit dem 103 m hohen Pyrgos Athinon steht in Ambelokipi das höchste Gebäude Griechenlands. Ebenfalls in Ambelokipi befindet sich der Pyrgos Apollon, das mit 80 m höchste Wohngebäude des Landes.
Weitere bedeutende Gebäude sind der Areopag, das Polizeipräsidium Athens, das Hilton Hotel sowie eine Reihe von Krankenhäusern und Kliniken.

## Galerie

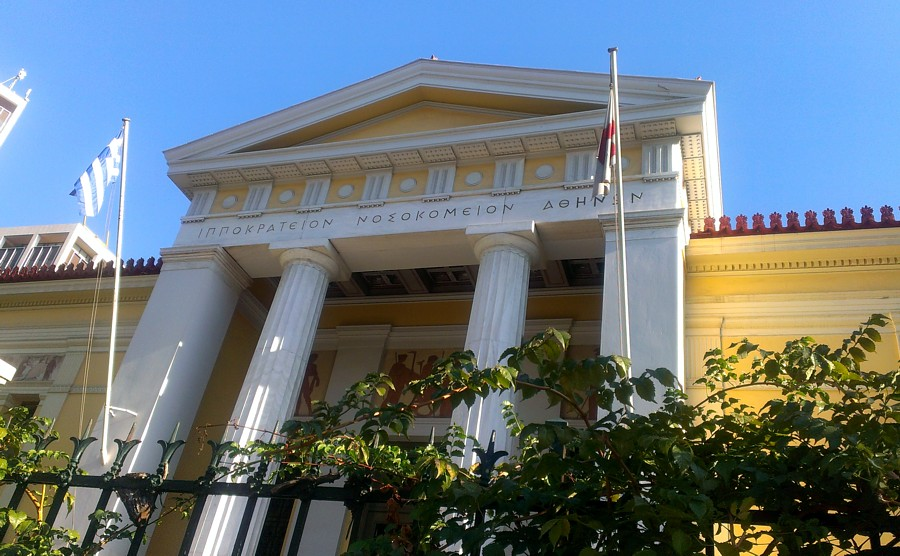
Krankenhaus Ippokrateio
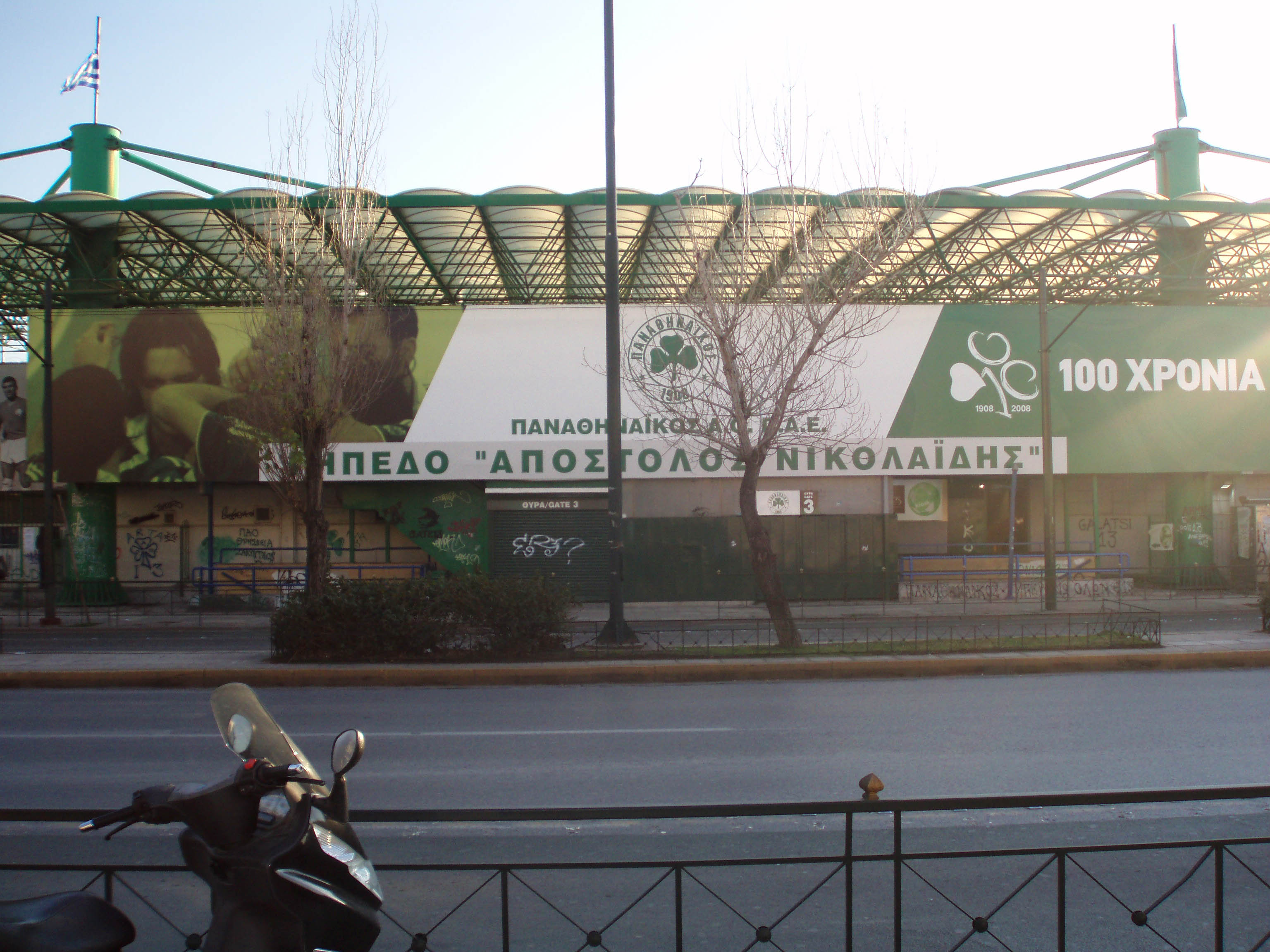
Apostolos-Nikolaidis-Stadion
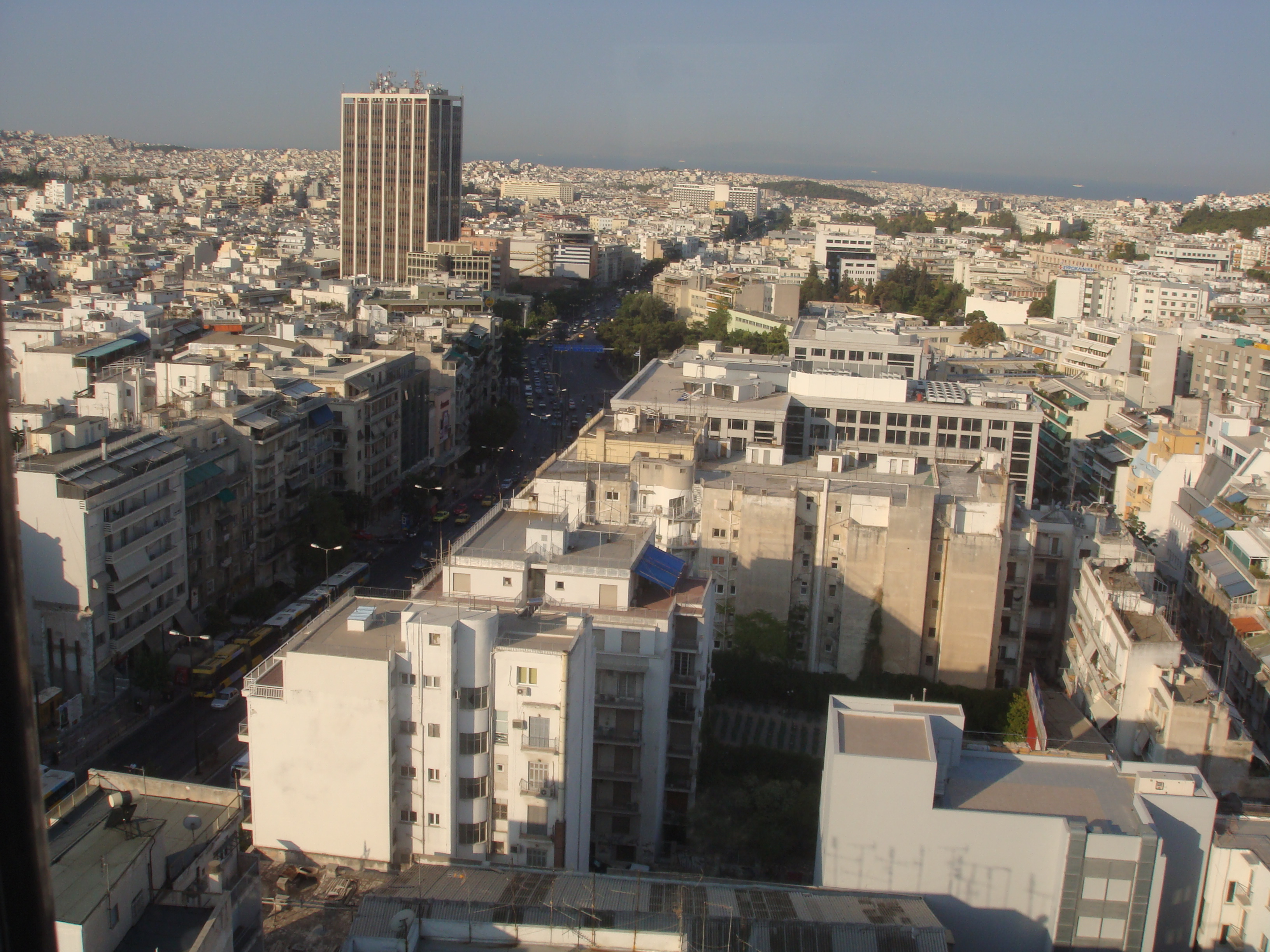
Blick von Norden auf die Leoforos Kifisias
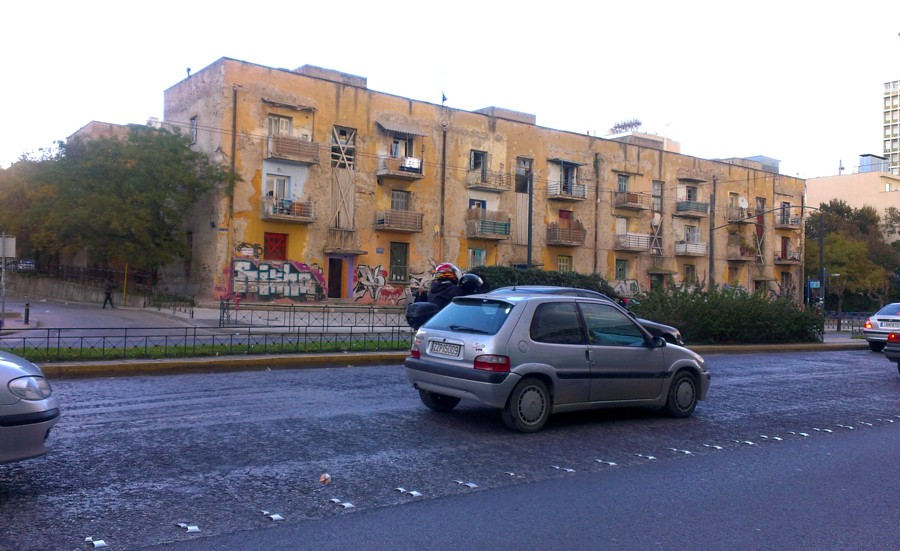
Denkmalgeschützte Unterkünfte der Flüchtlinge von 1922